# رژی دبره
رژی دبره (انگلیسی: Régis Debray؛ زادهٔ ۲ سپتامبر ۱۹۴۰) فیلسوف، روزنامه‌نگار، مقام سابق دولتی، استاد و نویسنده اهل فرانسه است. او به خاطر نظریه‌پردازی در خصوص مدیولوژی و همرزمی با چریک مارکسیست، چه گوارا در بولیوی و حمایت از دولت چپگرای سالوادور آلنده در شیلی شناخته شده است.
رژی دبره در پاریس متولد شد و در دانشگاه اکول نرمال سوپریرتحصیل کرد. او مدتی در دانشگاه هاوانا فلسفه تدریس می‌کرد. پس از آنکه چه گوارا با هدف گسترش انقلاب سوسیالیستی به بولیوی سفر کرد دبره نیز با او همراه شد. در همین زمان بود که او با بررسی تاکتیک‌ها و استراتژی جنبش‌های سوسیالیستی مسلحانه آمریکای لاتین و اصول کلی حاکم بر این نهضت‌ها به خلق مهمترین اثر خود یعنی انقلاب در انقلاب دست زد. این کتاب در کنار کتاب جنگ چریکی (اثر چه گوارا) رسالهٔ مهم و راهنمای احزاب مترقی انقلابی جهان بود. در اوایل اکتبر ۱۹۶۷ چه گوارا در بولیوی طی عملیاتی که توسط سازمان سیا طرح ریزی شده بود دستگیر شد. دبره هم به مدت کمی بعد از او در شهر کوچکی در بولیوی به اسارت در آمد. وی ابتدا به سی سال زندان محکوم شد ولی حدود سه سال بعد در ۱۹۷۰ در اثر فشار های بین‌المللی بر دولت وقت آزاد گردید.
دبره سپس به شیلی پناهنده شد و کتاب انقلاب شیلی را پس از مصاحبه با سالوادر آلنده رئیس جمهور سوسیالیست این کشور به رشته تحریر در آورد.                            اما عمر دولت سوسیالیستی شیلی کوتاه بود و در اثر کودتای پینوشه سرنگون شد. دبره نیز پس از آن به فرانسه بازگشت. رژی دبره اکنون در فرانسه سکونت دارد و تا کنون چندین مقاله و کتاب به چاپ رسانده است.